# آلبانو (رود)
آلبانو (به ایتالیایی: Albano) یک رود در ایتالیا است که در استان کومو واقع شده‌است.